# Baguirmi

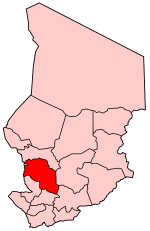
Departamento de Baguirmi, no Chade

Baguirmi é um departamento do Chade, um dos três na região de Chari-Baguirmi. Seu nome vem do Império Baguirmi.